# Cedeira
Cedeira è un comune spagnolo di 6 640 abitanti situato nella comunità autonoma della Galizia.
Cedeira è un importante porto peschereccio. Il comune si divide in 8 parrocchie, entità distinte territorialmente e con caratteristiche anche molto diverse:
- Cedeira (Santa María do Mar)
- Cervo (Santalla)
- Esteiro (San Fiz)
- Montoxo (San Xiao)
- Piñeiro (San Cosme)
- Régoa (Santa María)
- San Román de Montoxo (San Román)